# Michael Heuer
Michael Heuer (* 1955 in Hannover) ist ein deutscher Dokumentarfilmer.

## Leben und Wirken
Heuer studierte Germanistik, Film-, Fernseh- und Theaterwissenschaften und Psychologie an der Universität zu Köln. Von 1982 bis 1989 arbeitete er in der Hauptredaktion Kultur des ZDF, seitdem als freier Autor und Regisseur für das ZDF, die ARD und den NDR. Seine Dokumentationen wurden u. a. mit dem Medienpreis der Deutschen AIDS-Stiftung, dem Adolf-Grimme-Preis und dem Deutschen Sozialpreis ausgezeichnet.

## Filmografie
Quelle:
- 1982: Auf den Spuren einer Katastrophe. 25 Jahre nach Contergan, Auszeichnung "CUM LAUDE", Medikinale Parma
- 1985: Die Angst reißt tiefe Gräben. Über den Umgang mit der Krankheit Aids
- 1992: "Wir waren das Volk" Die Leipziger Montagsdemonstranten
- 1996: "Misstraue der Idylle" Das Emigrantenleben eines Aidskranken, Deutscher Sozialpreis, Medienpreis der Deutschen AIDS-Stiftung
- 1996: Mit offenen Ohren fotografieren. Bernhard, Fotograf der Drogenszene, Jury-Preis beim Lobby-Filmfestival Frankfurt
- 1997: "hexen, fliegen, unsterblich sein" Andrea und die Sonne, Adolf-Grimme-Preis
- 1998–2001: Im Netz der Mordkommission, 6 Teile
- 1999: Spielen um zu leben. Krebskranke auf Theatertournee
- 1999: Puppen im  Schatten. Hildegard Wegners Blicke in die Welt, Publikumspreis beim Lobby-Filmfestival Frankfurt
- 2002: Wo ist Katrin? Über die Suche nach vermissten Kindern
- 2002: Der Mann mit der Maske. Jagd nach einem Serientäter
- 2003: Eschede – Spuren einer Katastrophe
- 2004: Warum musste Andreas Oertel sterben?
- 2005: SOKO Levke – die Morde des Marc Hoffmann
- 2007: Das Mädchen im Moor
- 2008: Der Babyretter. Unterwegs mit dem Frühchen-Notarztwagen
- 2008: Der Pastor der vergessenen Toten. Über Bestattungen ohne Angehörige
- 2009: Der schöne Schein der Diktatur, Teil 3 der vierteiligen Reihe "Meine DDR"
- 2010: Tod auf dem Hochsitz. Ein Arbeitsleben in Deutschland
- 2010: Raus aus den Miesen. Der Schuldnerberater hilft
- 2010: Missbrauch per Mausklick. Kinderpornografie im Internet
- 2010: Volksleiden Depression
- 2011: Der Schatten von Robert Enke. Leben mit Depressionen
- 2011: Endlich schuldenfrei
- 2011: Serienmörder gefasst – der Erfolg der SOKO Dennis
- 2011: "Krank und nicht versichert" Im Notfall Dr. Denker, Medienpreis des Deutschen Roten Kreuzes
- 2013: Kaputt vom Job. Was Menschen in die Frührente treibt
- 2014: Die schlaflose Gesellschaft
- 2014: Drama Organspende
- 2014: B L I T Z E I S. Das Warten auf Katrin
- 2014: Der Junge und der Maskenmann
- 2016: Lebenstraum Aussteigen[1]
- 2017: Ein neues Herz für Jasmin
- 2018: Aus dem Hinterhalt – Die alltägliche Bedrohung gegen Politiker[1]
- 2019: Hitlers Zorn – Die Kinder von Bad Sachsa